# Постовой, Дмитрий Андреевич
Дмитрий Андреевич Постовой (укр. Дмитро Андрійович Постовий; 7 ноября 1920, Новогеоргиевск — неизвестно) — советский украинский учёный-правовед, специалист в области уголовного процесса. Кандидат юридических наук (1964), доцент (1967). Участник Великой Отечественной войны. С 1966 по 1971 год был заведующим кафедрой уголовного процесса Харьковского юридического института. Ученик профессоров М. М. Гродзинского и А. Л. Ривлина.

## Биография
Дмитрий Постовой родился в Новогеоргиевске (ныне Кировоградская область Украины) 7 ноября 1920. Начиная с 1930 года и на протяжении следующих десяти лет учился в местной средней школе, а после её окончания — в октябре 1941 года был призван на Военно-морской флот СССР, служил в разведотряде в подразделении боевых пловцов Черноморского флота, дошёл до звания старшины первой статьи, командира отделения лёгких водолазов-разведчиков. Принимал участие в боях Великой Отечественной войны, за что был награждён орденом Красной Звезды (5 апреля 1945) и тремя медалями («За оборону Севастополя», «За оборону Кавказа» и «За победу над Германией в Великой Отечественной войне 1941—1945 гг.»).
Постовой демобилизовался в марте 1947 года, а в сентябре — поступил в Харьковский юридический институт, который окончил в 1951 году. Окончив вуз, он там же три года учился в аспирантуре, и начиная с 1954 года начал в нём работать. Сначала занимал должность преподавателя, а марте 1963 года был повышен до старшего преподавателя. В 1964 году в Харьковском юридическом институте защитил диссертацию на соискание учёной степени кандидата юридических наук по теме «Обвинительное заключение в советском уголовном процессе». Руководителями данной работы стали профессора М. М. Гродзинский и А. Л. Ривлин, а официальным оппонентами — профессор И. Д. Перлов и доцент А. Соловьёв.
Несколько месяцев в первой половине 1966 года занимал должность доцента Харьковского юридического института. В том же году объединённая кафедра уголовного права и уголовного процесса была разделена на две — кафедру уголовного права и кафедру уголовного процесса, заведующим последней был назначен Постовой. В 1967 году он был переведён на должность доцента этой же кафедры и утверждён в одноимённом учёном звании, а в июле 1971 года — на должность старшего научного сотрудника, на которой проработал два года. В 1974 году был официальным оппонентом на защите кандидатской диссертации у И. Д. Гончарова.
6 ноября 1985 года был награждён орденом Отечественной войны I степени.